# Distrikt Pilcomayo
Der Distrikt Pilcomayo liegt in der Provinz Huancayo der Region Junín im zentralen Westen Perus. Der Distrikt wurde am 15. September 1844 gegründet. Er hat eine Fläche von 9,06 km². Beim Zensus 2017 lebten 21.237 Einwohner im Distrikt. Im Jahr 1993 betrug die Einwohnerzahl 8455, im Jahr 2007 13.295. Verwaltungssitz ist die gleichnamige 3247 m hoch gelegene Stadt Pilcomayo, die deckungsgleich mit dem Distrikt ist.

## Geographische Lage
Der Distrikt Pilcomayo liegt im Andenhochland im Nordwesten des Ballungsraums der Provinz- und Regionshauptstadt Huancayo. Der Río Mantaro fließt entlang der östlichen Distriktgrenze nach Süden, dessen Nebenfluss Río Cunas entlang de südlichen Distriktgrenze nach Osten. Im Nordwesten grenzt der Distrikt Pilcomayo an den Distrikt Sicaya, im Nordosten an den Distrikt San Agustín de Cajas, im Osten an den Distrikt El Tambo, im Süden an den Distrikt Huamancaca Chico sowie im Südwesten an den Distrikt Chupaca (die beiden letzteren in der Provinz Chupaca).